# Cashlaun Gar

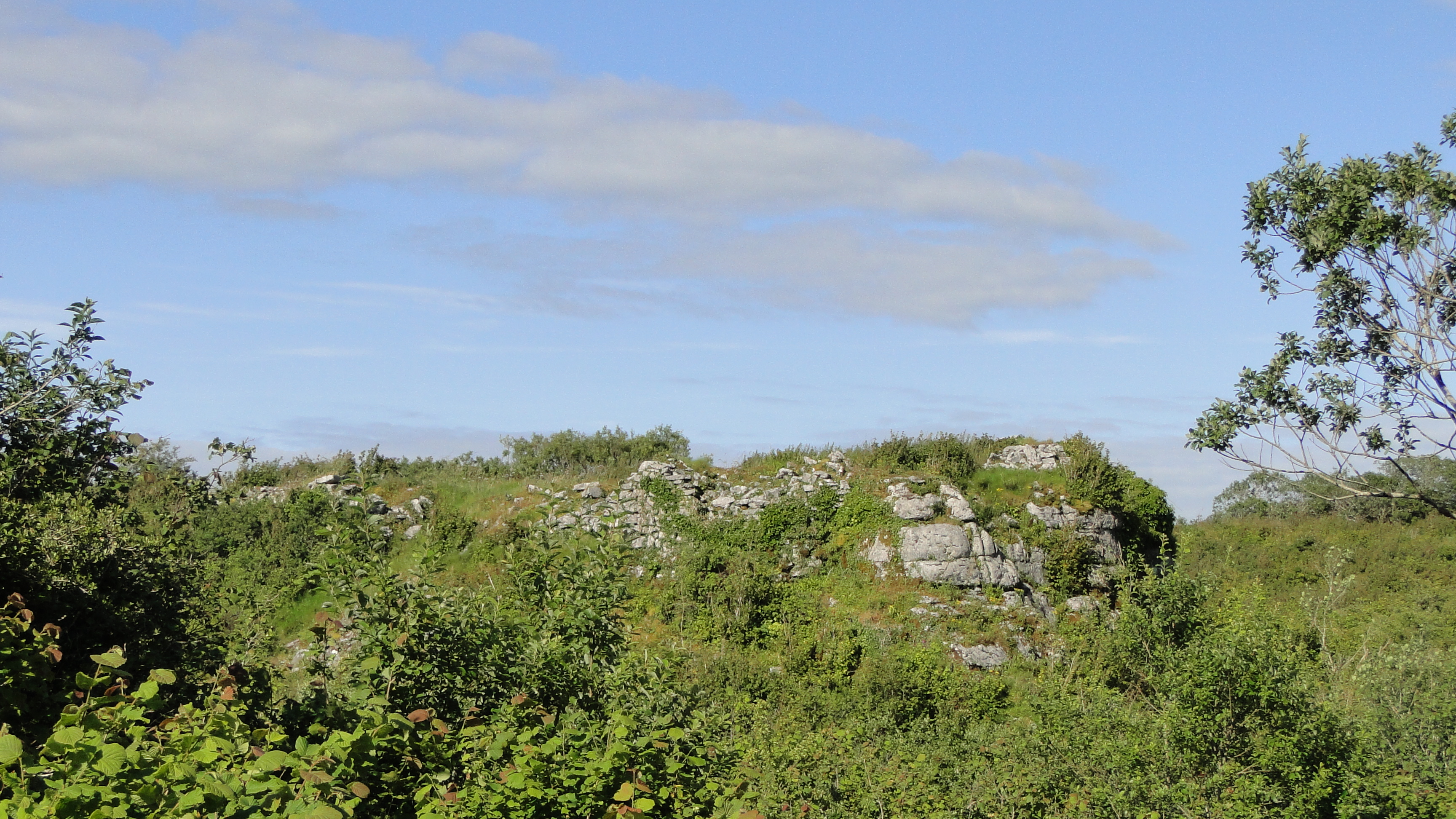
Cashlaungar von Südwesten gesehen

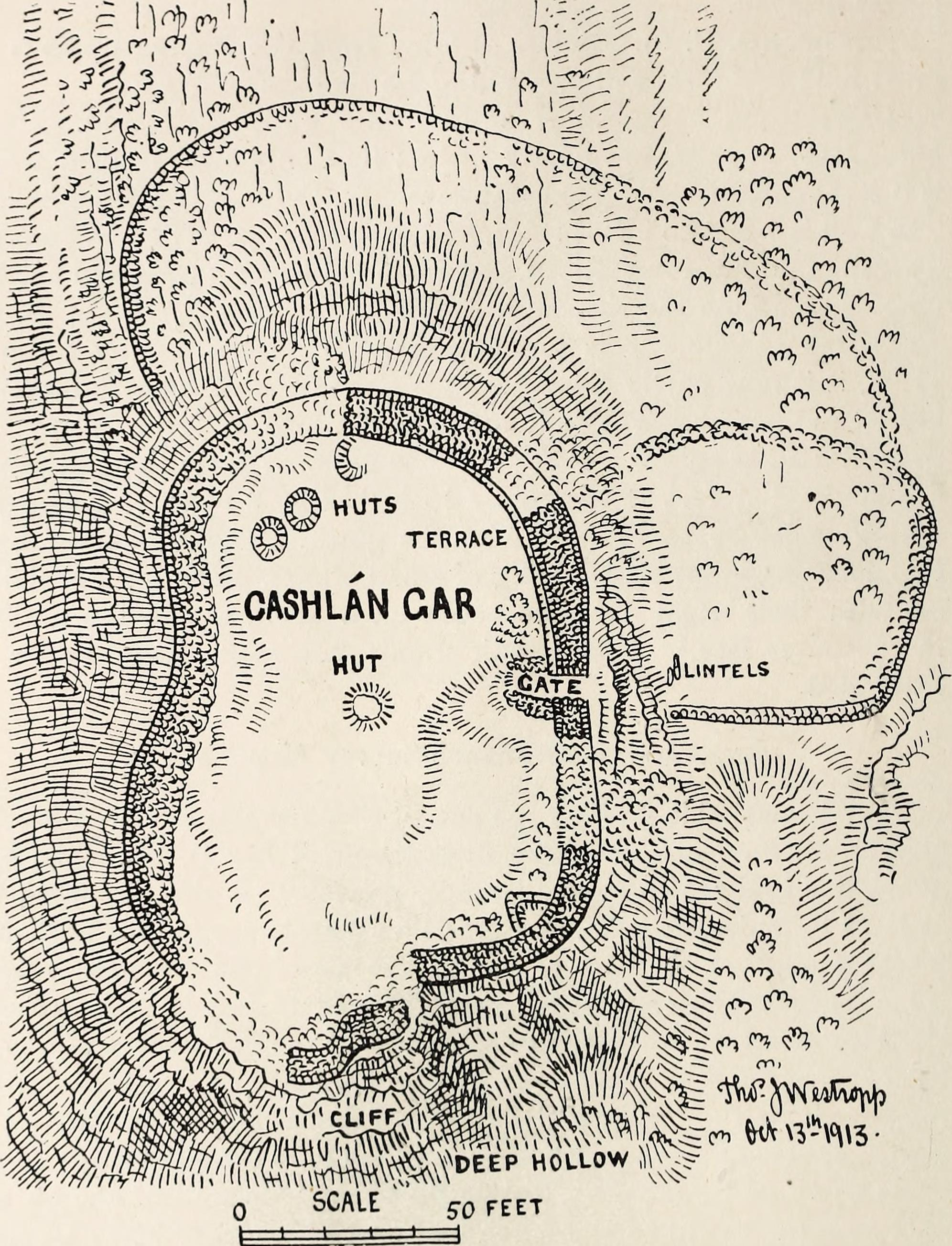
Cashlaungar 1915

Das etwa nierenförmige Hillfort Cashlaun Gar (auch Cashlaungar; irisch An Caisleán Gearr) liegt auf einem natürlichen Kalksteinfelsen am Eingang des Glencurraun-Tales (am Knick der östlichen Parallelstraße zur L1014 – nahe der Caislean Cave) im Osten des Burren im County Clare in Irland.

## Beschreibung
Die Wälle des Hillforts sind an drei Stellen erhalten und aus langen bearbeiteten Blöcken gebaut. Sie erreichen im Nordosten mit etwas über vier Metern ihre größte Höhe und mit 2,7 bis 3,0 m eine beachtliche Dicke. Das Tor öffnet sich zum Rand eines steilen 10 m hohen Abhangs. Am Fuße des Abhangs liegen Steinfragmente, vermutlich die zerbrochenen Stürze des Torbaus. Das Fort misst intern etwa 40 m von Nord nach Süd und 23 m von West nach Ost.
Auf der Nordwestseite des Dun liegen die Überreste von drei stark zerstörten Clochans. Ein vierter liegt in der Mitte gegenüber dem im Osten liegenden, einzigen Tor. Wahrscheinlich waren die Hütten strohgedeckt und nicht überwölbt, da die Wanddicke gering ist.

## Lower Fort
Am gegenüberliegenden Rand der Hochebene etwa 300 m von Cashlaun Gar, liegt ein unregelmäßig, rautenförmiges Gehege. Die innere Größe beträgt etwa 46 m von Süden nach Norden und 40,5 m von Osten nach Westen. Die Wände sind nur 0,9 bis 1,8 m dick, und ca. 1,5 m hoch. Die SW-Ecke ist abgerundet. Es kann ein Viehgehege sein.
Nicht weit entfernt liegt östlich mit Cahercommaun eines der größten Inland-Promontory Fort Irlands.